# Alajuelasee
Der Alajuelasee (spanisch Lago Alajuela, vormals Lago Madden) ist ein Stausee in Panama. 
Er ist 50,2 km² groß, liegt 76 m über dem Meeresspiegel und hat ein Fassungsvermögen von 651 Mio. m³. Der nordöstlich des Panamakanals gelegene See entstand ab 1935 nach Bau des Madden-Dammes durch Stauung des Río Chagres. Geplant wurde der Alajuelasee als Wasserreservoir zum Betrieb des Kanals und zur Regulierung der gelegentlich reißenden Hochwasser des Río Chagres, er ist aber in noch viel stärkerem Maße von Verlandung betroffen als der Gatúnsee, wodurch sich sein Speichervermögen allmählich verringert.
Daneben ist der im Chagres-Nationalpark gelegene See ein touristisches Erholungsgebiet und Trinkwasserreservoir.
Der Alajuelasee und der Madden-Damm unterstehen – ebenso wie das gesamte Einzugsgebiet des Río Chagres – der Verwaltung der Panama Canal Authority (Autoridad del Canal de Panamá [ACP]).

## Madden-Damm
Der ungefähr 16 km oberhalb von Gamboa stehende Madden-Damm ist eine Gewichtsstaumauer mit einer Kronenlänge von 274 m und einer Höhe von 67 m über den Fundamenten. Sein Wasserkraftwerk enthält drei von Allis-Chalmers gelieferte 12-MW-Francis-Turbinen. Das 10,6-Mio.-Dollar-Projekt wurde nach Martin B. Madden benannt, der als Mitglied des US-Repräsentantenhauses und Vorsitzender des Ausschusses für Investitionen (House Appropriations Committee) maßgeblichen Einfluss auf die Finanzierung des Projektes hatte.